# ヤップ海溝
座標: 北緯10度 東経138度 / 北緯10度 東経138度
ヤップ海溝（ヤップかいこう Yap Trench）は西太平洋・フィリピン海南部にある海溝。西カロリン海溝とも呼ばれる。ヤップ島およびヌグール環礁の東方に位置し、長さは約700km。北北東から南南西方向に伸びている。マリアナ海溝南端より連なるものであり、最深部は8,946mと深い。太平洋プレートがフィリピン海プレート下へ潜り込む場所ともなっている。